# Анна Лотарингская
Анна Лотарингская (25 июля 1522, Бар-ле-Дюк — 15 мая 1568, Дист) — член Лотарингского дома. Принцесса Оранская в браке с Рене де Шалоном и герцогиня ван Арсхот в браке с Филиппом II де Кроем.
Анна была единственной дочерью Антуана II, герцога Лотарингии, и его жены Рене де Бурбон, дочери Жильбера де Бурбон-Монпансье.

## Первый брак
22 августа 1540 года в Бар-ле-Дюке Анна вышла замуж за Рене де Шалона. Их единственная дочь Мария родилась в 1544 году и умерла три недели спустя.  
Рене умер в 1544 году и его земли унаследовал его двоюродный брат Вильгельм Молчаливый.

## Второй брак
9 июля 1548 года Анна вышла замуж за Филиппа II де Кроя. Их единственный сын Шарль родился 1 сентября 1549 года в Брюсселе.
Анна умерла в Дисте.